# Sperzieboon

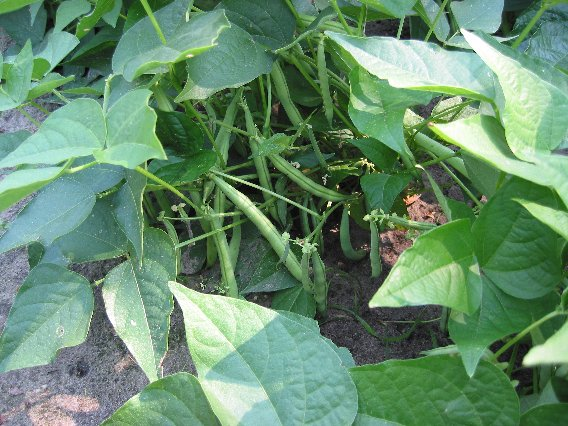

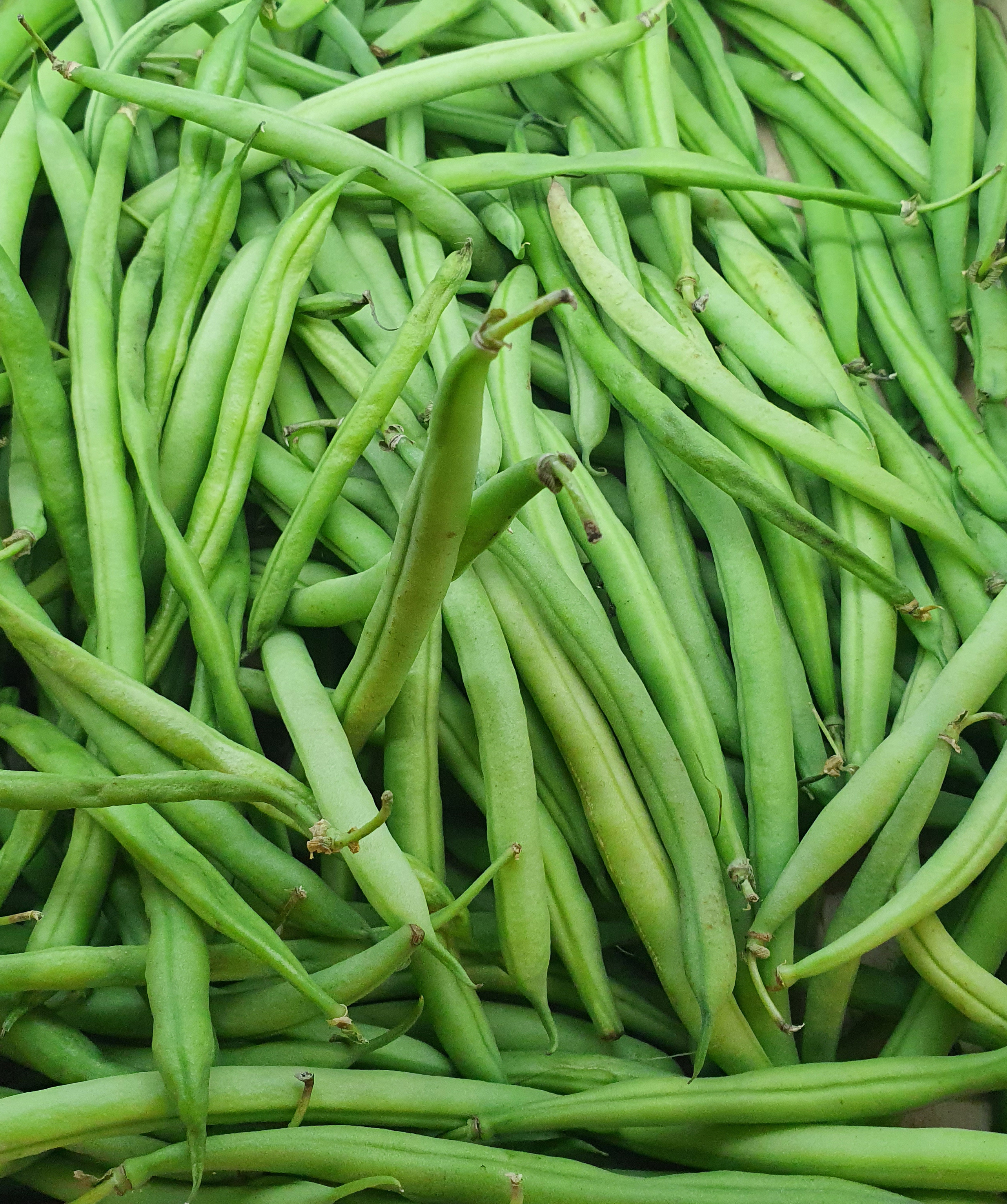
Sperziebonen

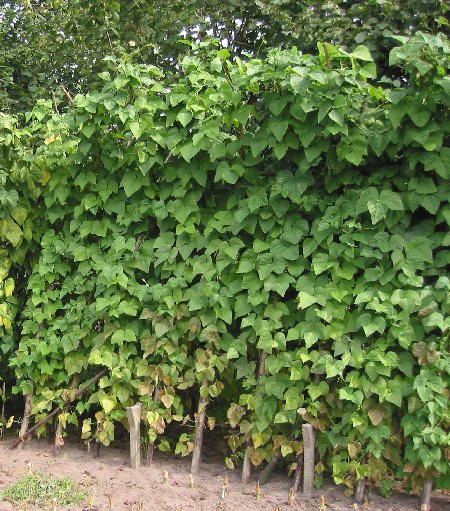
Stoksperziebonen

De sperzieboon – ook wel prinsessenboon, slaboon, herenboon, breekboon of haricot vert genoemd – is een peulvrucht uit de vlinderbloemenfamilie. De sperzieboon is de vrucht van een cultivar van de gewone boon (Phaseolus vulgaris), een eenjarige plant. Er bestaan vele verschillende rassen en cultivars; zo zijn er stoksperziebonen (ook staakboon genoemd), die ondersteuning van een bonenstaak nodig hebben en er zijn stamsperziebonen, ook struikboon of stamboon genoemd.
Sperziebonen zijn biologisch gezien een vrucht, maar worden culinair gezien als een groente. Het geheel van schil en zaden wordt gekookt en dan pas geconsumeerd. Het koken is nodig omdat sperziebonen van nature de gifstof lectine bevatten.
Oorspronkelijk is de sperzieboon afkomstig uit Zuid-Amerika.
De Nederlandse naam is afgeleid van 'aspergieboontjes'. Deze boontjes danken hun naam aan het feit dat ze volgens oud-Hollands gebruik net als asperges met gesmolten boter en nootmuskaat werden opgediend.

## Ziekten en plagen
De bonen kunnen aangetast worden door de 3 tot 4 mm grote stambonenkever (Acanthoscelides obtectus). Tijdens de groei legt het kevertje eitjes in de bonen. Bij de bewaring vreten de larven de bonen uit en komen in het voorjaar de kevertjes naar buiten. Hierdoor ontstaan de karakteristieke ronde gaatjes in de boon. Door de bonen minimaal drie dagen bij -20°C of enkele weken in de diepvries te bewaren worden de eitjes en de larven gedood.
Ook worden bonen aangetast door de bonenspintmijt (Tetranychus urticae). Op het blad verschijnen op de bovenkant stipvormige vlekjes. Op de onderkant zitten zeer kleine spinachtige beestjes. Bij een ernstige aantasting vallen de bladeren af.
Daarnaast zijn bonen onder vochtige omstandigheden vatbaar voor grauwe schimmel, die zowel blad, stengel als boon aantast. Vooral afgevallen bloempjes zijn vaak veroorzaker van een aantasting.
Ook kunnen bonen vooral onder warme, vochtige omstandigheden aangetast worden door sclerotiënrot (Sclerotinia sclerotiorum anam. Sclerotium varium).
In warme zomers kan aantasting van roest (Uromyces appendiculatus var. appendiculatus) optreden. Op het blad ontstaan eerst lichte, ronde vlekjes met op de achterkant in een kring staande witte bekertjes. Later kleuren de vlekken door de vorming van sporen van lichtbruin naar donkerbruin.

## Fotogalerij

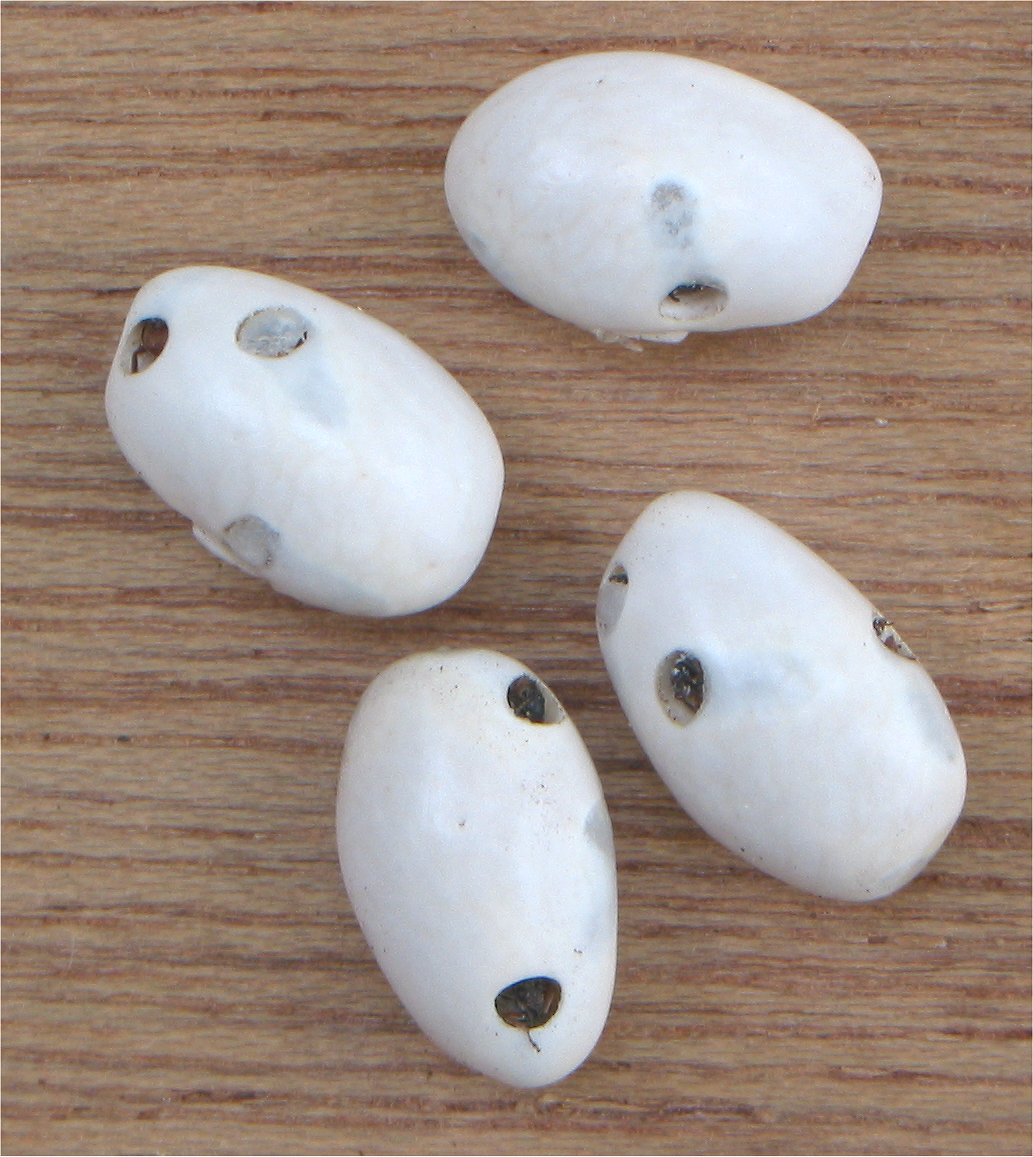
Bonenkeverschade bij sperziebonen
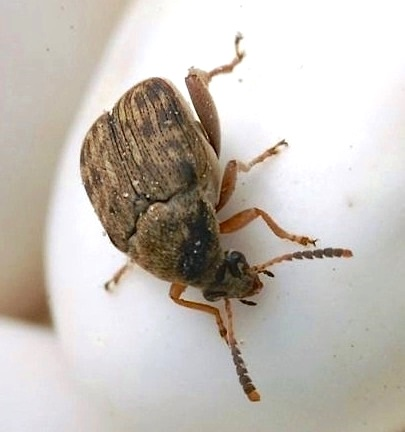
Bonenkevertje
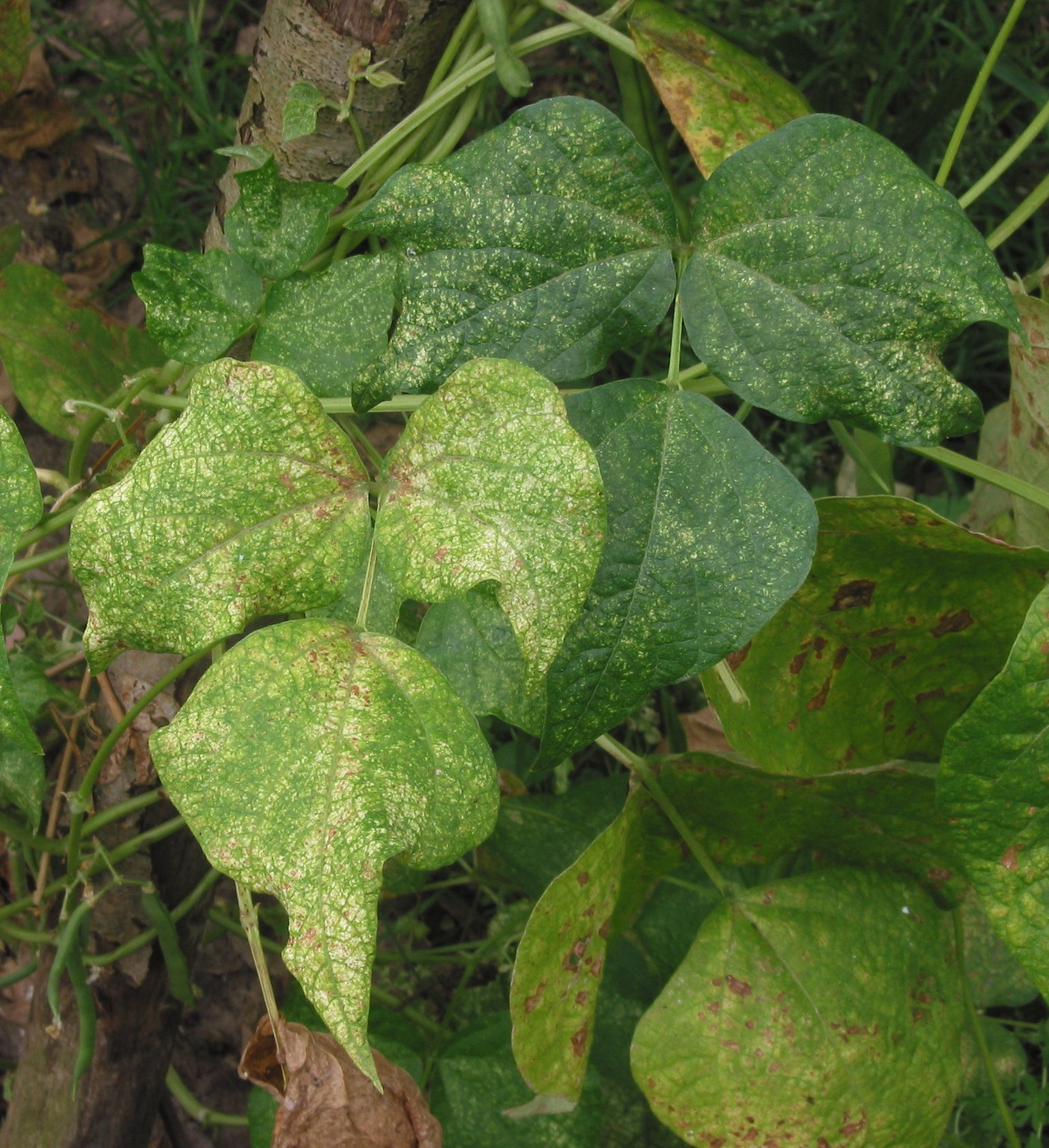
Aantasting door bonenspintmijt
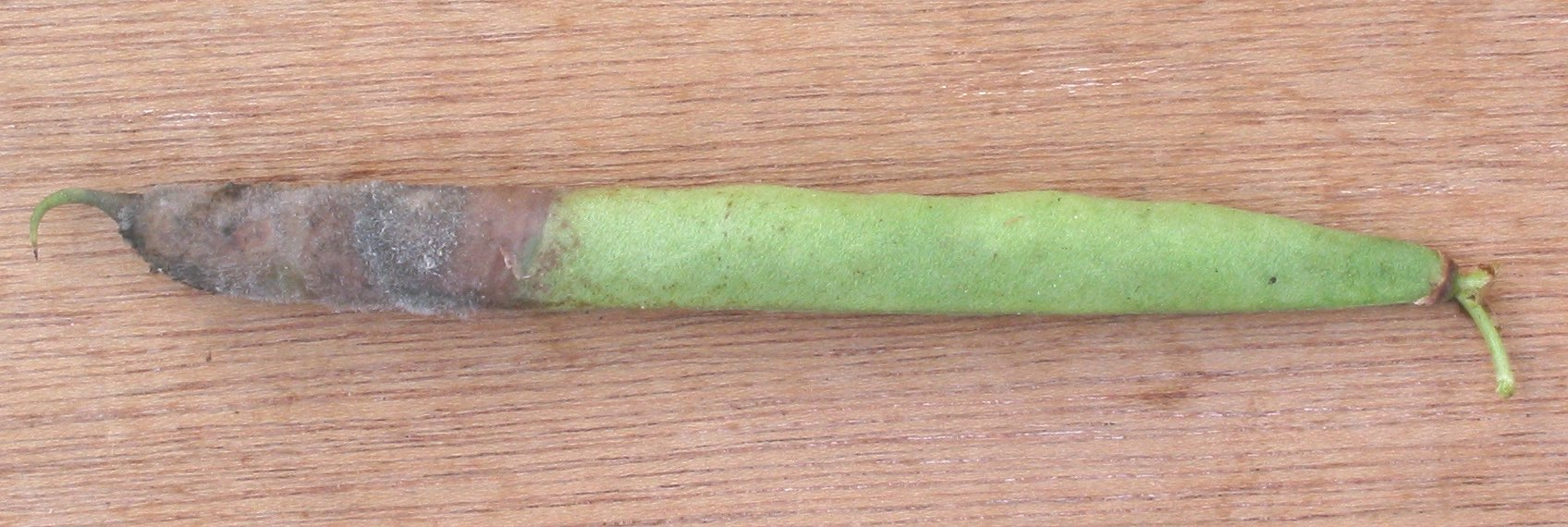
Grauwe schimmel
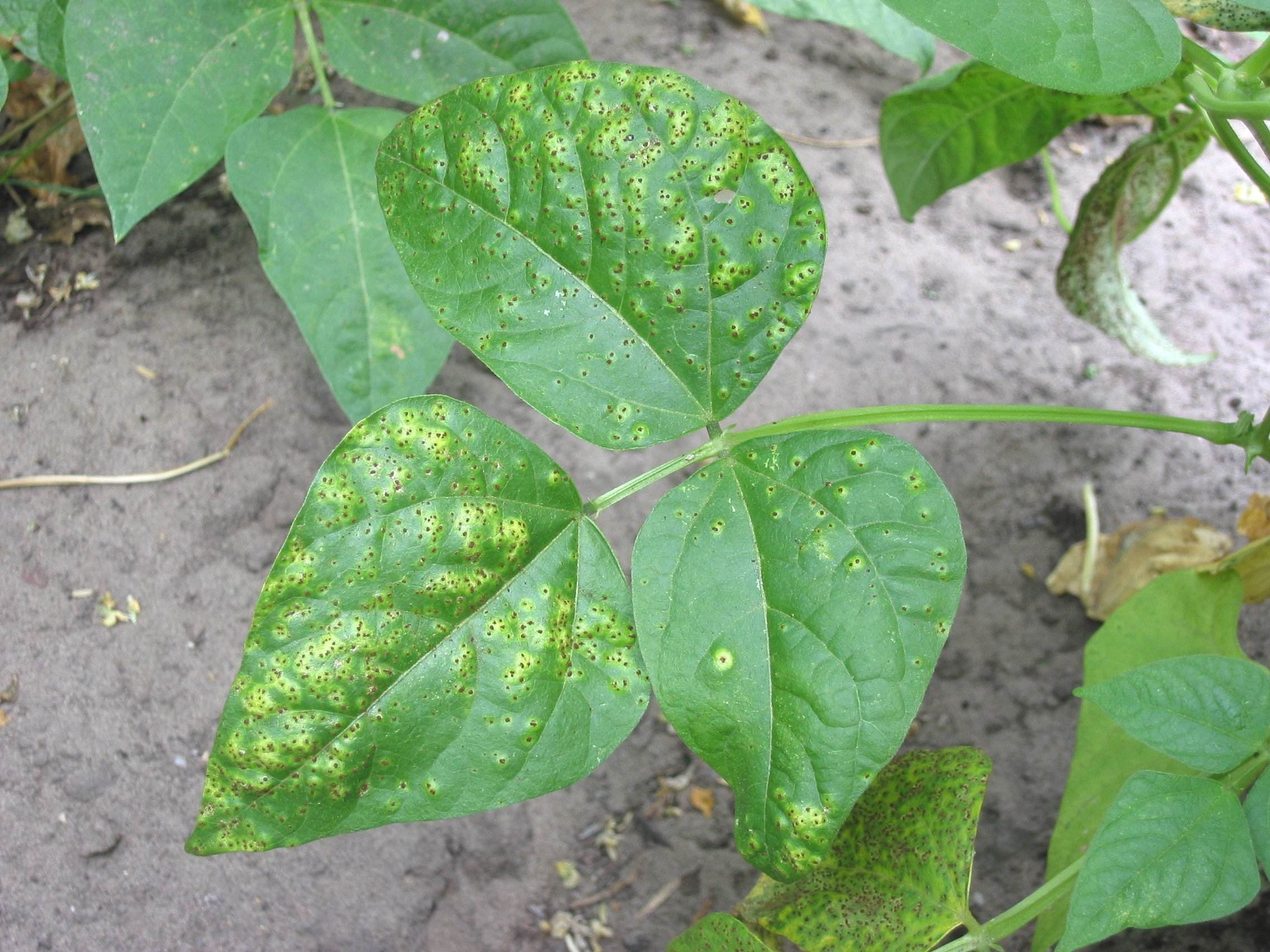
Roest
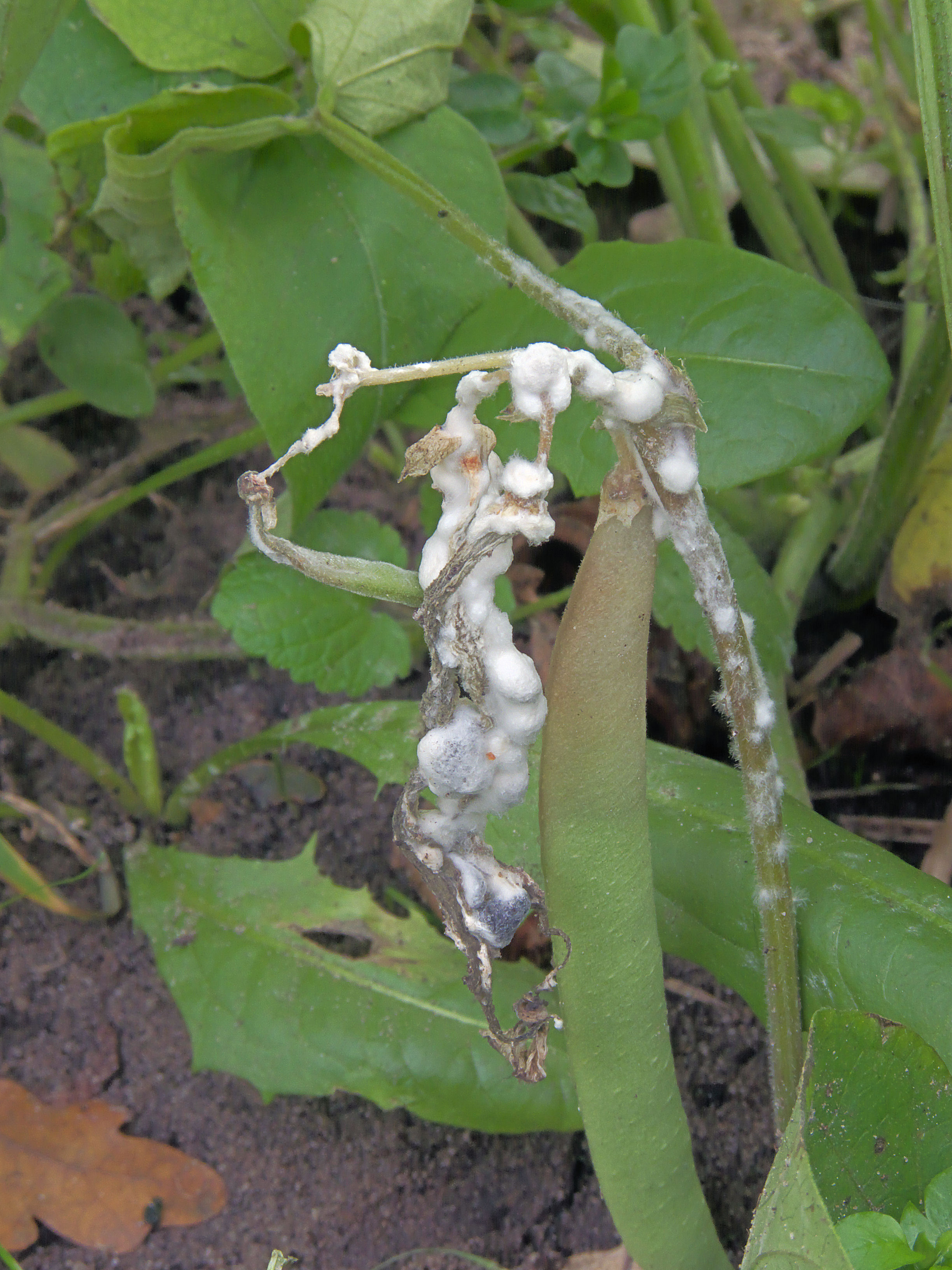
Sclerotiënrot op stamsperzieboon